# Cuevas de Anzota
Cuevas de Anzota es un conjunto de cuevas situado al sur de la denominada Playa Corazones y a 12 km del centro cívico de Arica, en la provincia de Región de Arica y Parinacota, Chile. En ellas se puede apreciar las cavernas, los acantilados y la fauna de la región. En este lugar los visitantes pueden escalar y realizar trekking, y de esta forma disfrutar el panorama natural que los rodea.

## Historia
Las tierras que hoy conocemos como la Playa Corazones de Arica, pertenecieron y fueron habitadas en épocas precolombinas por nativos que se dedicaban a la pesca conocidos como Cultura Chinchorro, quienes habitaron este lugar entre 6000 a. C. hasta 2000 a. C. Las cuevas son una formación natural geológica que data del jurásico, y fueron tallados por el agua. Las cuevas son un lugar adecuado para brindar protección a los primeros pobladores de América, siendo un punto estratégico para la supervivencia donde la lucha por la comida se centraba en el mar que estaba a pasos de la cueva, un hecho que garantizó por milenios la supervivencia de esta cultura Precolombina. En el lugar se han encontrado momias

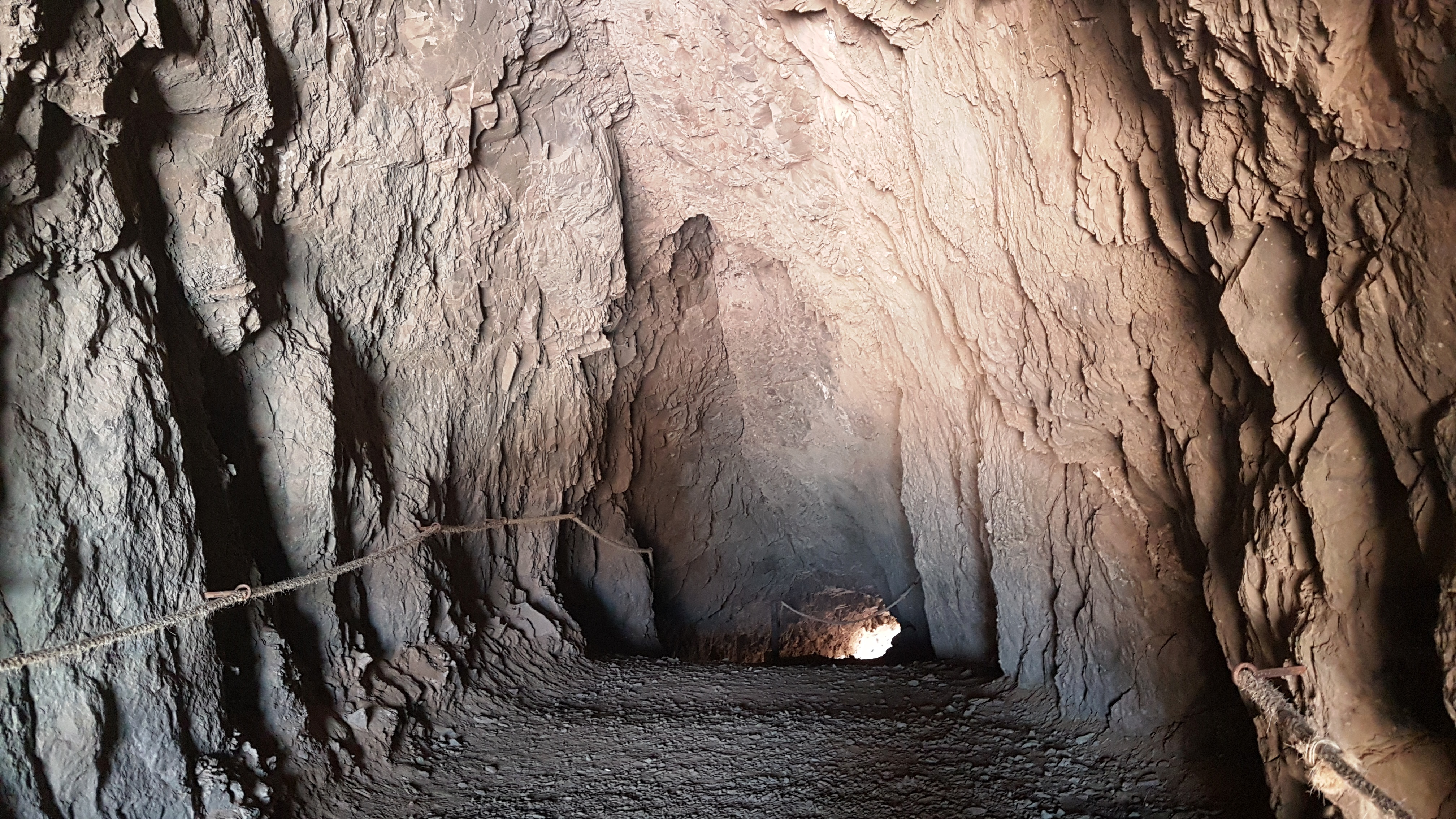
Cueva de Anzota

## Geología
El entorno de las Cuevas de Anzota está constituido por dos tipos de rocas: rocas intrusivas y una secuencia de rocas volcánicas y sedimentarias. Las rocas intrusivas son granitoides y están ubicadas al norte del sector de las cuevas. Se originaron en el Cretácico Superior, hace aproximadamente 96 millones de años. Las rocas volcánicas son andesitas y las rocas sedimentarias marinas son areniscas y calizas; se encuentran al sur y se originaron en el Jurásico Medio, aproximadamente 170 millones de años atrás.

## Fauna
Las Cuevas de Anzota presenta una fauna abundante, mayoritariamente marina, con una variedad de aves, reptiles, mamíferos, peces, crustáceos y moluscos.
Aves
Se han registrado 20 especies de aves que corresponden a tres tipos: aves marinas costeras, aves acuáticas y aves terrestres. Los distintos ambientes que ofrece el sector de las Cuevas de Anzota sirven a las aves para distintos fines: 
- las salientes y las grietas del acantilado son utilizadas por Piqueros (Sula variegata), Liles (Phalacrocorax gaimardi) y los Jotes de cabeza colorada (Cathartes aura) para descansar y criar.

- las cuevas en la base del acantilado son utilizadas para la reproducción por los Jotes de cabeza colorada y los Churretes costeros (Cinclodes nigrofumosus)

- los peñones cercanos al mar son utilizados por la mayoría de las aves, mientras que los roqueríos intermareales les sirven a todas ellas para el descanso y la alimentación.

Podemos hallar aves playeros como el Playero de las rompientes (Aphriza virgata), el Playero vuelvepiedras (Arenaria interpres) y el Playero grande (Tringa semipalmata). También encontramos aves guaneras como el Piquero, el Yeco (Phalacrocorax brasilianus) y el Guanay (Phalacrocorax bougainvillii). El Huairavo (Nycticorax nycticorax) es una garza que descansa en los roqueríos.
Reptiles
El único reptil que podemos encontrar es el denominado Corredor de Cuatro Bandas. Este animal se refugia entre las rocas y grietas sobre la línea de alta marea. Se alimenta de invertebrados terrestres y marinos pero también de carroña.
Mamíferos
Se pueden visualizar dos especies diferentes de mamíferos marinos: la Nutria Marina (Lontra felina) y el Lobo Marino. Dentro de las cuevas habita el Piuchén (Desmodus rotundus), mamífero terrestre de hábitos nocturnos.
Peces
En el sector de las Cuevas de Anzota se pueden observar el Baunco y la Borrachilla (Scartichthys gigas).
Animales invertebrados
Se pueden encontrar erizos rojos y negros, pepinos de mar y estrellas de mar, actinias, diversos caracoles, chitones y picorocos.

## Actualidad
En el año 2016, la presidenta de Chile Michelle Bachelet inauguró en este lugar un nuevo paseo costero, donde el estado gastó 1929 millones de pesos, para promover el turismo de este Sitio Arqueológico de Chile. El lugar es de acceso gratuito, pero no hay transporte desde Arica hasta él. Es el único lugar arqueológico que alberga la historia de los Chinchorro, ya que en otras partes donde se han encontrado momias hubo ocupación ilegal de habitantes que se apropiaron de estas tierras y destruyeron el patrimonio de esta cultura.